# ويل ستانتون
ويل ستانتون (بالإنجليزية: Will Stanton)‏ هو كاتب أمريكي، ولد في 16 أكتوبر 1918، وتوفي في 31 ديسمبر 1996.